# Trip Fontaine
Trip Fontaine war eine aus fünf Mitgliedern bestehende Rock/Indie/Melodic-Core-Band aus Rodgau. Der Name Trip Fontaine stammt von einem Charakter in dem von Jeffrey Eugenides geschriebenen Roman The Virgin Suicides (später von Sofia Coppola verfilmt). In der letzten Besetzung agierten sie von 2005 bis 2011. Markante Merkmale dieser Band sind die beiden Schlagzeuger, die sich auf der Bühne abwechseln.

## Geschichte
Die Band veröffentlichte nach drei Demos 2005 ihr erstes Studioalbum namens Lilith über das Düsseldorfer Indie-Label Redfield Records. Im Dezember 2006 erschien zudem noch eine Split 10 Inch Vinyl mit der befreundeten Band Julith Krishun aus Dresden. Am 7. März 2008 veröffentlichten sie Dinosaurs In Rocketships, die Vinyl Version erscheint auf dem Label Zeitstrafe. Am 15. Oktober 2010 veröffentlichte das Quintett ihr Drittwerk namens Lambada. Nach dem Ausstieg von Gitarrist Timo Dries im Juni 2011 sagte die Band alle noch ausstehenden Konzerte ab und verkündete, dass man "zumindest vorerst keine Lust mehr habe" und eine Pause einlege.

## Diskografie
- 2005: Lilith (CD)
- 2006: Split 10 Inch Vinyl (10") mit Julith Krishun
- 2008: Dinosaurs In Rocketships (CD/LP)
- 2010: Lambada (CD/LP)